# Igli Tare
Igli Tare   (Vlorë, 25 de juliol de 1973) és un exfutbolista albanès de la dècada de 1990.
Fou 68 cops internacional amb la selecció albanesa.
Pel que fa a clubs, defensà els colors de Karlsruhe, Fortuna Düsseldorf, Kaiserslautern, Brescia, Bologna i Lazio.